# David McCarthy
David McCarthy (né le 16 juillet 1983 à Dublin) est un athlète irlandais, spécialiste du 400 mètres.

## Biographie
Il remporte la médaille de bronze du relais 4 × 400 m lors des Championnats du monde en salle 2004, à Budapest, en compagnie de Robert Daly, Gary Ryan et David Gillick. L'équipe d'Irlande, qui établit le temps de 3 min 10 s 44, est devancée par la Jamaïque et la Russie. 

### Palmarès
| Date | Compétition                    | Lieu       | Résultat | Épreuve   |
| ---- | ------------------------------ | ---------- | -------- | --------- |
| 2002 | Championnats d'Europe          | Munich     | 5e       | 4 × 400 m |
| 2003 | Championnats du monde en salle | Birmingham | 5e       | 400 m     |
| 2004 | Championnats du monde en salle | Budapest   | 3e       | 4 × 400 m |

### Records
| Épreuve | Épreuve   | Performance | Lieu       | Date            |
| ------- | --------- | ----------- | ---------- | --------------- |
| 400 m   | Plein air | 46 s 05     | Bydgoszcz  | 17 juillet 2003 |
| 400 m   | Salle     | 46 s 61     | Birmingham | 15 mars 2003    |